# Julia Sporre

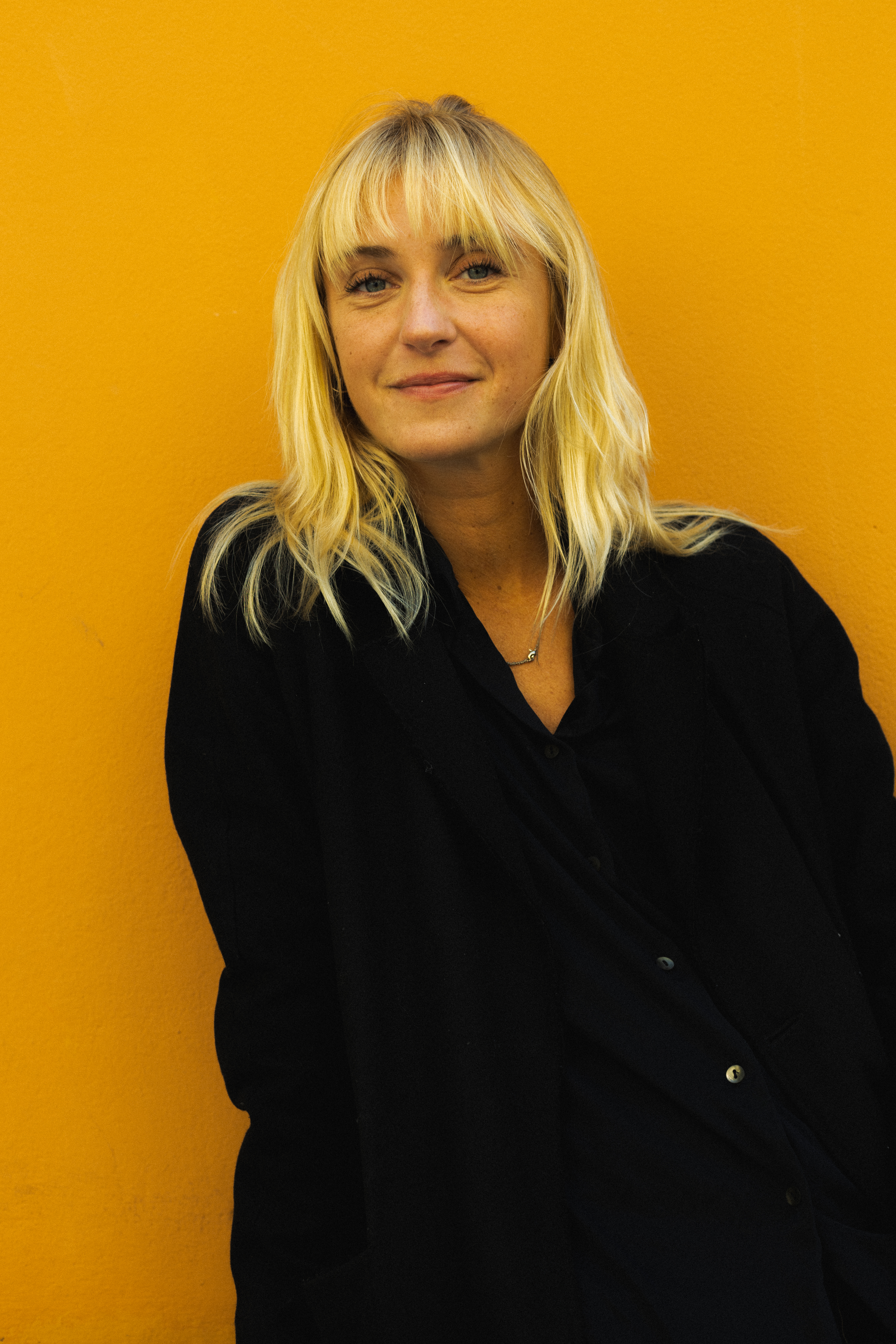
Julia Sporre, 2023

Eva Julia Linnea Sporre (* 23. Dezember 1992) ist eine schwedische Schauspielerin.

## Leben und Karriere
Die 1992 geborene schwedische Nachwuchsschauspielerin Julia Sporre besuchte das Södra Latins Gymnasium, das auch Theaterschauspielkurse anbietet. Julia Sporre wurde durch ihre Darstellung der jugendlichen Harriet Vanger in der Stieg-Larsson-Romanverfilmung Verblendung aus dem Jahr 2009 über die Landesgrenzen hinaus bekannt. Dem deutschsprachigen Fernsehpublikum ist sie bekannt aus der im ZDF ausgestrahlten Krimireihe Der Kommissar und das Meer, in der sie neben Hauptdarsteller Walter Sittler eine dringend Tatverdächtige spielte. Sie lebt im Stockholmer Stadtteil Södermalm.

## Filmografie (Auswahl)
- 2009: Verblendung (Män som hatar kvinnor)
- 2010: Tusen gånger starkare
- 2010: Den fördömde (The Condemned) - Den fördömde 1 (Fernsehserie, Episodenrolle)
- 2010: Der Kommissar und das Meer - Der Tod kam am Nachmittag (Krimireihe, Episodenrolle)
- 2012: Flicka försvinnen
- 2012: Der Eisdrachen (Isdraken)
- 2012: En plats i solen
- 2012: Torka aldrig tårar utan handskar (Fernsehserie, 2 Folgen)
- 2013: Inte flere mord (Fernsehfilm)
- 2013: Camilla Läckberg – Mord in Fjällbacka: Der Traum der Santa Lucia (Fjällbackamorden) (Fernsehserie, Episodenrolle)
- 2017: Inga Lindström: Liebesreigen in Samlund